# De Vilsterse Molen
De Vilsterse Molen is een korenmolen in Vilsteren in de Nederlandse provincie Overijssel.
De oorspronkelijke molen werd in 1858 gebouwd en werd na brand in 1901 herbouwd. Tot 1966 bleef de molen in bedrijf en werd daarna gerestaureerd. In de loop der jaren was echter het binnenwerk van de molen verdwenen zodat in 1997 een omvangrijke restauratie nodig was om de molen weer maalvaardig te maken. Hiervoor werd het binnenwerk van de afgebroken molen van Heeten gebruikt.
De molen is thans ingericht met drie koppels maalstenen waarvan er twee op windkracht kunnen worden aangedreven. Daarnaast is de molen als korenmolen zeer compleet ingericht en compleet bedrijfsvaardig. De roeden van de molen zijn rond de 22,50 meter lang. De binnenroede heeft het fokwieksysteem met remkleppen en zeilen, de buitenroede heeft het Oudhollands systeem met zeilen.

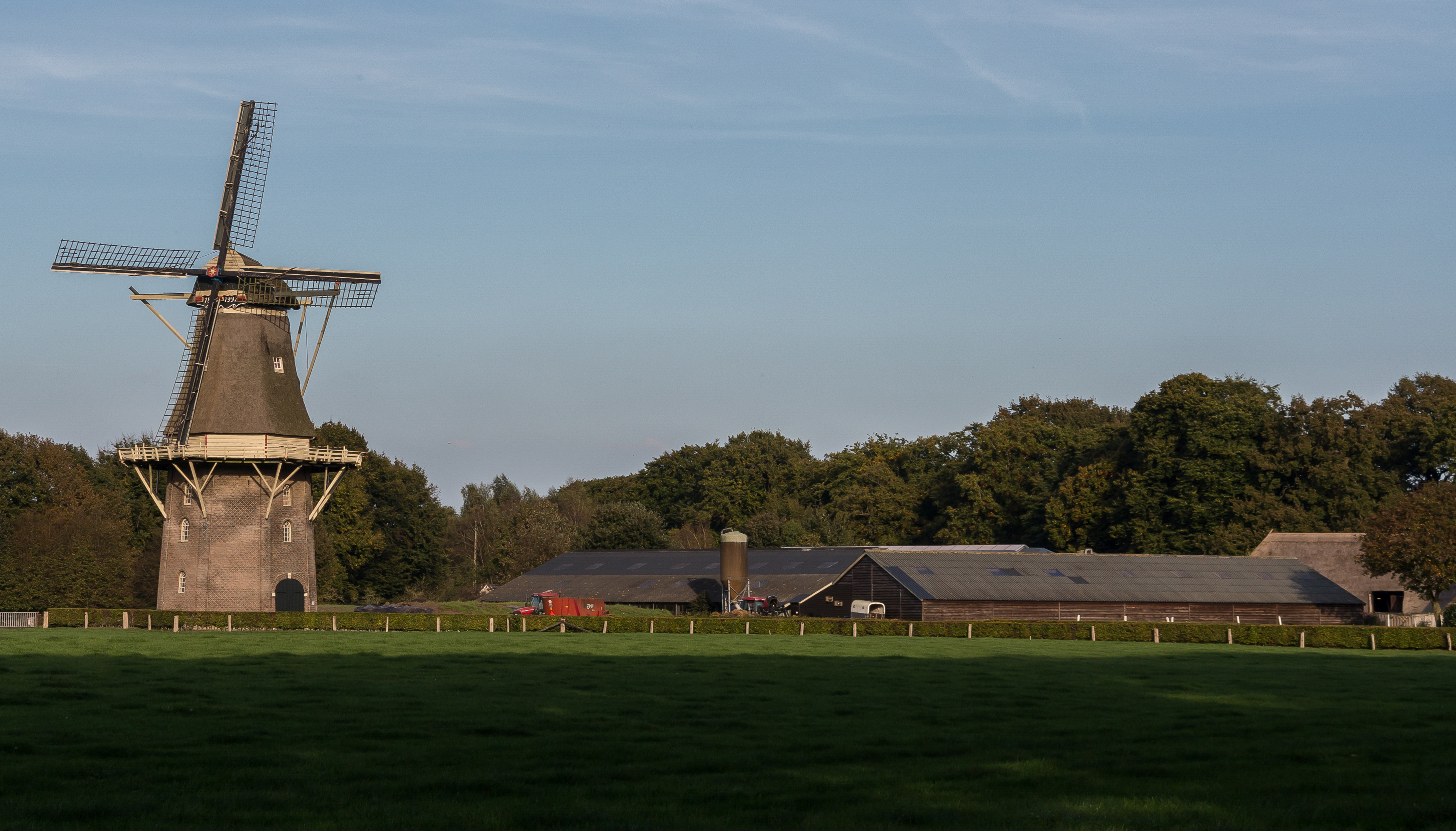
de Vilsterse molen